# MedCalc
MedCalc是为生物医学设计的统计軟體，具有电子表格用于数据输入，還可以匯入多种格式的文件（Excel、SPSS、CSV等等）。 
MedCalc能進行基本母数和無母數統計與繪圖，包括描述性统计 、方差分析（ANOVA）、Mann-Whitney检验、Wilcoxon检验、卡方分布檢定、相关性、线性回歸以及非线性回归、邏輯斯諦迴歸等
存活分析：包括Cox回归（ 比例风险模型 ）和Kaplan-Meier生存分析。 
方法评估和方法比较的分析：包括ROC曲线分析， Bland-Altman图 以及Deming和Passing-Bablok回归 。 
此外还有元分析和样本量计算等功能。 
MedCalc的第一个DOS版本于1993年4月发布，而Windows的第一个版本于1996年11月发布。 